# Allan Cocato
Allan Lobo Cocato (Salto, 15 de outubro de 1970) é um ex-voleibolista brasileiro que atuou na posição de Central e integrou a Seleção Brasileira de Voleibol Masculino na conquista da medalha de prata nos Pan de Havana 1991, ouro no Campeonato Sul-Americano de 1991 no Brasil, conquista da medalha de ouro inédita na Liga Mundial de 1993.Entre os títulos internacionais mais importantes defendendo clubes., destacam-se as duas medalhas de prata no Mundial Interclubes  nos anos de 1990 e 1991 e vários títulos Sul-Americanos Interclubes. Atualmente é treinador de voleibol em Portugal.

## Carreira
Cocato  se destacou na carreira de voleibolista desempenhando  a função de Central, jogou  pelo Banespa no período de 1988-1995, onde foi tricampeão  da Liga Nacional de Voleibol Masculino nas temporadas 1989-90, 1990-91 e 1991-92; também obteve por este clube o tricampeonato do  Campeonato Paulista  nos anos de 1989, 1990 e 1991 e nas categorias de base tem um título brasileiro na categoria infanto-juvenil e outro na juvenil.
Em 1990 viaja pelo Banespa  a Milão para disputar a edição do Campeonato Mundial de Clubes, este ainda não chancelado pela Federação Internacional de Voleibol, chegando a final, terminando com a medalha de prata ao perder para o clube italiano Gonzaga Milano.
Foi convocado para Seleção Brasileira de Voleibol Masculino em 1991 onde disputou sua primeira edição da Liga Mundial de Voleibol realizada na Itália, e Cocato vestindo a camisa#13  ajudou o selecionado a obter a quinta colocação.No mesmo ano atuou novamente pela seleção e disputou os Pan de Havana chegando a final da competição e obtendo a medalha de prata; ainda pela seleção,  no ano de 1991 foi ouro no Sul-Americano cuja sede foi em São Paulo e também obteve sexto lugar na Copa do Mundo sediada em cinco cidades do Japão.
Defendendo o Banespa em 1991 foi campeão da Copa Brasil  e disputou sua segunda edição do Campeonato Mundial de Clubes, desta vez sediado em São paulo, chegando novamente a  final  e outra vez terminando com vice-campeonato ao perder para o clube italiano Porto Ravenna.
Cocato integrou a seleção brasileira  que conquistou o título inédito da Liga Mundial de 1993, vestindo a camisa#18. Defendeu o Banespa na primeira edição da Superliga Brasileira- Série A  ocorrida na temporada 1994-95, ocasião na qual terminou na sexta posição da competição.
Já na temporada seguinte é contratado para reforçar a equipe Ecus/Report/Suzano e chega a sua primeira final  de Superliga, conquistando o vice-campeonato na temporada 1995-96, nesta temporada foi também ouro no Sul-Americano de Clubes;e em 1995 conquistou seu primeiro ouro no Torneio Flanders Volley Gala na Bélgica, foi  tetracampeão paulista de 1995 e também campeão da Copa Brasil de 1995.
No ano de 1996 atuou também pelo Palmeiras/Lousano, mesmo ano que se transferiu para o voleibol  japonês, onde defendeu a equipe do  Panasonic Panthers na Liga Japonesa na temporada 1996-97, onde terminou na sexta colocação e foi vice-campeão da Copa do Imperador do Japão.
Regressou ao Brasil na temporada 1997-98, marcando também seu retorno ao time Report/Suzano terminando na terceira colocação na Superliga Brasileira A 1997-98 e o bicampeonato do Torneio Flanders Volley Gala na Bélgica, foi bicampeão paulista nos anos de 1997 e 1998, sendo seu hexacampeonato desde os títulos do Banespa.Continuou no mesmo clube, agora com o nome  Report/Nipomed por onde foi vice-campeão da Superliga Brasileira A 1998-99 e conquistou tricampeão do Torneio Flanders Volley Gala na Bélgica.
De volta ao clube que o projetara para o cenário do voleibol mundial, o Banespa,  nas competições de 1999-00 e conquistou o terceiro lugar da Superliga Brasileira A 1999-00 e na temporada 2000-01 foi nono lugar da Superliga Brasileira A 2000-01 defendendo o Lupo Náutico.Em 2001-02 assinou com o time português  Nacional Madeira e o defendeu apenas nesta temporada.
Na temporada 2002-03 foi contratado pelo Vitória de Guimarães, onde Cocato permaneceu por oito temporadas consecutivas e colecionou resultados importantes: sendo bronze na Liga Portuguesa A1 2003-04, vice-campeão  Taça de Portugal nas temporadas: 2002-03, 2003-04 e 2007-08, respectivamente. Na CEV Top Teams Cup 2003-04 sua equipe sofreu eliminação nas oitavas de final.
Cocato foi vice-campeão da Liga Portuguesa nas temporadas: 2005-06, 2006-07 e 2008-09, sendo campeão na Liga A1 Portuguesa da temporada 2007-08, conquistou ouro da Taça de Portugal  na jornada 2008-09e conseguiu avançar até as oitavas de final da Liga dos Campeões 2008-09.Na temporada 2009-10foi bronze na  Liga A1 Portuguesa.
Sua carreira de treinador tem início justamente quando jogador do Vitória de Guimarães, quando orientava os times das categorias de base formadas no clube. Foi na temporada 2010/2011 que Cocato decidiu parar como atleta, quando estava contratado pelo  Famalicense Atlético Clube para ser treinador da equipe e conduzi-la para o acesso a primeira divisão.
Na temporada 2011-12 regressou ao Vitória de Guimarães para auxiliar o técnico Luís Resende e na temporada seguinte assumiu o cargo de treinador, mas o clube não enfrentava uma fase financeira complicada, além dos tropeços no início de jornada, obrigaram-no a vestir a camisa do time e atuar novamente como atleta e aos 42 anos com desempenho de dar inveja aos seniores, além de ser o capitão do time. Atualmente  é treinador do Vitória.

## Clubes
| Clube                | País     | De   | Até  |
| Banespa              | Brasil   | 1988 | 1995 |
| Ecus/Report/Suzano   | Brasil   | 1995 | 1996 |
| Palmeiras/Lousano    | Brasil   | 1996 | 1996 |
| Panasonic Panthers   | Japão    | 1996 | 1997 |
| Report/Suzano        | Brasil   | 1997 | 1998 |
| Report/Nipomed       | Brasil   | 1998 | 1999 |
| Banespa              | Brasil   | 1999 | 2000 |
| Lupo Náutico         | Brasil   | 2000 | 2001 |
| Nacional Madeira     | Portugal | 2001 | 2002 |
| Vitória de Guimarães | Portugal | 2002 | 2010 |
| Famalicense          | Portugal | 2010 | 2011 |
| Vitória de Guimarães | Portugal | 2012 | 2013 |

## Títulos e Resultados
- Campeão da Campeonato Brasileiro Infanto-Juvenil [1]
- Campeão da Campeonato Brasileiro Juvenil [1]
- Campeão da Copa São Paulo [1]
- Tricampeão dos Jogos Abertos do Interior de São Paulo [1]
- Pentacampeão dos Jogos Regionais de São Paulo [1]
- 1989- Campeão do Campeonato Sul-Americano de Clubes [1][2]
- 1990- Campeão do Campeonato Sul-Americano de Clubes [1][2]
- 1991- Campeão do Campeonato Sul-Americano de Clubes [1][2]
- 1992- Campeão do Campeonato Sul-Americano de Clubes [1][2]
- 1993- Campeão do Campeonato Sul-Americano de Clubes [1][2]
- 1994- Campeão do Campeonato Sul-Americano de Clubes [1][2]
- 1989- Campeão da Campeonato Paulista [2]
- 1989-90- Campeão do  Liga Nacional de Voleibol Masculino [2]
- 1990- Campeão da Campeonato Paulista [2]
- 1990-91- Campeão do  Liga Nacional de Voleibol Masculino[2]
- 1991- Campeão da Campeonato Paulista [2]
- 1991-92- Campeão do  Liga Nacional de Voleibol Masculino[2]
- 1991- 5º Lugar Liga Mundial   (Milão,  Itália) [1]
- 1991- 6º Lugar Copa do Mundo   (Tokyo, Hiroshima, Gifu, Matsumoto & Osaka,  Japão) [1]
- 1991-Campeão da Copa Brasil [2]
- 1994-95- 6º Lugar da Superliga Brasileira - Série A[3]
- 1995- Campeão da Campeonato Paulista [1]
- 1995-Campeão da Copa Brasil [2]
- 1995- Campeão do Torneio Flanders Volley Gala na Bélgica[1]
- 1995-96- Vice-campeão da Superliga Brasileira - Série A[3]
- 1996-97- 5º Lugar da V.Premier League [4]
- 1996-97- Vice-campeão da  Taça do Imperador do Japão[1]
- 1997- Campeão da Campeonato Paulista [1]
- 1998- Campeão da Campeonato Paulista [1]
- 1997- Campeão do Torneio Flanders Volley Gala na Bélgica[1]
- 1997-98- 3º Lugar da Superliga Brasileira - Série A[3]
- 1998- Campeão do Torneio Flanders Volley Gala na Bélgica[1]
- 1998-99- Vice-campeão da Superliga Brasileira - Série A [3]
- 1999-00- 3º Lugar da Superliga Brasileira - Série A [3]
- 2000-01- 9º Lugar da Superliga Brasileira - Série A [3]
- 2002-03- Vice-campeão da  Taça de Portugal[1]
- 2003-04- Vice-campeão da  Taça de Portugal[1]
- 2003-04- 3º Lugar da  Liga A1 Portuguesa[5]
- 2003-04- 1/8 da CEV Top Teams Cup[1]
- 2005-06- Vice-campeão da  Liga A1 Portuguesa [1]
- 2006-07- Vice-campeão da  Liga A1 Portuguesa [1]
- 2007-08- Campeão da  Liga A1 Portuguesa [1]
- 2007-08- Vice-campeão da  Taça de Portugal[1]
- 2008-09-  1/8 da  Liga dos Campeões [1]
- 2008-09- Vice-campeão da  Liga A1 Portuguesa [1]
- 2008-09- Campeão da  Taça de Portugal[1]
- 2009-10- 3º Lugar da  Liga A1 Portuguesa[5]

## Premiações Individuais
[carece de fontes?]

## Ligações Externas
- Perfil-Treinador Allan Lobo Cocato(pt)